# Spyder (logiciel)
Spyder  (nommé Pydee dans ses premières versions) est un environnement de développement pour Python. Libre (Licence MIT) et multiplateforme (Windows, macOS, Linux), il intègre de nombreuses bibliothèques d'usage scientifique : Matplotlib, NumPy, SciPy et IPython.
Créé et développé par Pierre Raybaut en 2008, Spyder est maintenu, depuis 2012, par une communauté de développeurs qui ont pour point commun d'appartenir à la communauté Python scientifique.
En comparaison avec d'autres IDE pour le développement scientifique, Spyder a un ensemble unique de fonctionnalités - multiplateforme, open-source, écrit en Python et disponible sous une licence non-copyleft. Spyder est extensible avec des plugins, comprend le support d'outils interactifs pour l'inspection des données et incorpore des instruments d'assurance de la qualité et d'introspection spécifiques au code Python, tels que Pyflakes, Pylint et Rope.